# 55 dagar i Peking
55 dagar i Peking (engelska: 55 Days at Peking) är en amerikansk historisk krigsfilm från 1963 i regi av Nicholas Ray.

## Handling
Filmen utspelar sig under slaget om Peking sommaren 1900, under Boxarupproret.

## Rollista i urval
- Charlton Heston - major Matt Lewis
- Ava Gardner - baronessan Natalie Ivanoff
- David Niven - Sir Arthur Robertson
- Flora Robson - änkekejsarinnan Tzu-Hsi
- John Ireland - sergeant Harry
- Harry Andrews - fader de Bearn
- Leo Genn - general Jung-Lu
- Robert Helpmann - prins Tuan
- Elizabeth Sellars - Lady Sarah Robertson
- Massimo Serato - Garibaldi
- Geoffrey Bayldon - Smythe
- Walter Gotell - kapten Hoffman
- Mervyn Johns - präst
- Martin Miller - Hugo Bergmann
- Eric Pohlmann - baron von Meck